# Lupiac
Lupiac település Franciaországban, Gers megyében. Lakosainak száma 310 fő (2022. január 1.). Lupiac Aignan, Belmont, Castelnavet, Castillon-Debats, Cazaux-d’Anglès, Margouët-Meymes, Peyrusse-Grande és Saint-Pierre-d’Aubézies községekkel határos.
Itt született Charles de Batz de Castelmore d’Artagnan. 

## Népesség
A település népességének változása:
| Lakosok száma | 505  | 400  | 356  | 309  | 300  | 300  | 300  | 307  | 311  | 310  |
|               | 1968 | 1982 | 1990 | 2006 | 2013 | 2015 | 2017 | 2019 | 2020 | 2022 |